# Lisice (Marc)
Lisice (nemško Die Füchse) je slika nemškega slikarja Franza Marca iz leta 1913. Hranil jo je muzej Kunstpalast v Düsseldorfu, dokler ni bila leta 2022 vrnjena dedičem Kurta Grawija in so jo ti prodali na dražbi.

## Analiza
Preden je leta 1913 naslikal Lisice, je Marca navdihnil francoski kubizem in orfična dela Roberta Delaunayja. Lisice odsevajo Marcovo razdelitev živali na abstraktne oblike, predstavljene v usklajenih barvah. Kristalna sestava je podobna vitražem v srednjeveških cerkvah.

## Izvor
Judovski investicijski bankir Kurt Grawi je sliko kupil leta 1928. Po vzponu nacistične Nemčije je bil Grawi prisiljen prodati velik del svoje umetniške zbirke in bil zaprt v koncentracijskem taborišču Sachsenhausen. Po nekaj tednih so ga izpustili in je pobegnil v Čile. Vendar je bil Grawi še vedno lastnik Lisic in je sliko leta 1940 prodal nemško-ameriškemu filmskemu režiserju Williamu Dieterleju. Sliko je leta 1961 kupil nemški poslovnež Helmut Horten in jo leta 1962 podaril umetniškim zbirkam mesta Düsseldorf.

## Restitucija
Leta 2017 so dediči Kurta Grawija vložili restitucijski zahtevek za sliko. Leta 2021 je nemški svetovalni odbor za nacistično ukradeno umetnost pozval mesto Düsseldorf, naj sliko iz muzeja Kunstpalast vrne družini Grawi. Do takrat je bila slika ocenjena na 15–30 milijonov evrov.
Po poročanju Der Spiegla pa mesto Düsseldorf slike ni želelo vrniti, Düsseldorf pa je ob obljubah njenega vračila hkrati trdil, da je bila prodaja prostovoljna in da so Grawijevi lahko plačali posebne davke. ki so jih nacisti zaračunali Judom, kar namiguje, da še vedno imajo vire.
Januarja 2022 je muzej Kunstpalast v Düsseldorfu po mesecih 'pravnega vlečenja vrvi' Lisice vrnil dedičem družine Grawi. Marca 2022 je bila prodana na dražbi pri Christie's za 42,6 milijona funtov.